# Mecritta
Mecritta is een geslacht van hooiwagens uit de familie Cranaidae.
De wetenschappelijke naam Mecritta is voor het eerst geldig gepubliceerd door Roewer in 1932. 

## Soorten
Mecritta is monotypisch en omvat slechts de volgende soort:
- Mecritta filipes